# Balcarce
San José de Balcarce è una città argentina di 51.736 abitanti situata nell'omonimo partido a sud-est della provincia argentina di Buenos Aires.

## Geografia fisica

### Territorio
Il paesaggio ed il territorio predominante nella città di Balcarce è l'altopiano. Esso fa parte del cosiddetto sistema di Tandilia, una catena montuosa che si estende dalla pianura di Olavarría a nord-est fino alla costa atlantica. 
Il suolo è in prevalenza composto da terreno Löss, esposto spesso ad erosione idrica.

### Clima
Il clima è prevalentemente umido, con una precipitazione media di circa 800 mm l'anno con un picco massimo nel mese di marzo e con un minimo nei mesi di giugno ed agosto. La temperatura media annuale è di circa 13,3 °C.

## Storia
La città vanta i primi insediamenti umani risalenti a circa 11 000 anni fa, quando erano presenti nella zona popolazioni primitive dedite alla caccia. Il primo contatto delle popolazioni indigene con gli europei risale al XVI secolo quando una spedizione spagnola guidata da Don Juan de Garay esplorò la regione tra il 1581 e il 1582. Risale al XVIII secolo il primo tentativo di insediamento permanente nel territorio da parte di una missione gesuita nella zona della Sierra de los Padres. Tuttavia, la presenza in pianta stabile degli europei modificò radicalmente le strutture sociali e l'attività economica delle popolazioni indigene. Con l'introduzione del cavallo nell'agricoltura, i prodotti agricoli si trasformarono da mero mezzo di sostentamento a oggetti di commercio e di scambio.
A partire dal 1820 la linea di confine tra il territorio indigeno e quello occupato dagli europei andò sempre più spostandosi oltre il Rio Salado. Con l'estendersi dell'occupazione territoriale, si presentò ben presto la necessità di creare una amministrazione ed una giurisdizione locali. Fu così che a partire dal 1865 la regione fu suddivisa in 27 partidos ognuno amministrato da un giudice di pace, fra i quali nacque il 31 agosto 1865 il Partido di Balcarce, in onore di Antonio González Balcarce, Direttore Supremo delle Province Unite del Río de la Plata dal 16 aprile al 9 luglio 1816. Balcarce come città nacque il 22 giugno 1876.

## Monumenti e luoghi d'interesse
La città ospita il museo Museo dell'automobilismo Juan Manuel Fangio dedicato a uno dei cittadini più illustri, il celebre automobilista Juan Manuel Fangio. Esso si trova a poca distanza dalla casa natale del pilota ed ospita la collezione di 27 veicoli guidati da Fangio oltre che la maggior parte dei suoi trofei.
Il palazzo comunale, il cimitero ed altri edifici pubblici nel centro cittadino sono stati disegnati dal celebre architetto argentino Francisco Salamone, e vennero costruiti alla fine degli anni trenta.
A poca distanza dal centro urbano si trova la località naturalistica denominata Cerro El Triunfo, nel cui scenario naturale a partire dal 1986 si tiene il Festival della Canzone Argentina. Il luogo presenta numerosi sentieri immersi nella natura.
Un altro punto di interesse naturalistico è la splendida Laguna La Brava, che si trova a circa 31 km dalla città, un'area che si estende per circa 438 ettari ed ospita diverse strutture dove si pratica i più svariati sport acquatici.

## Gemellaggio
- Castiglione Messer Marino, dal 2010[1]